# Анталія (аеропорт)

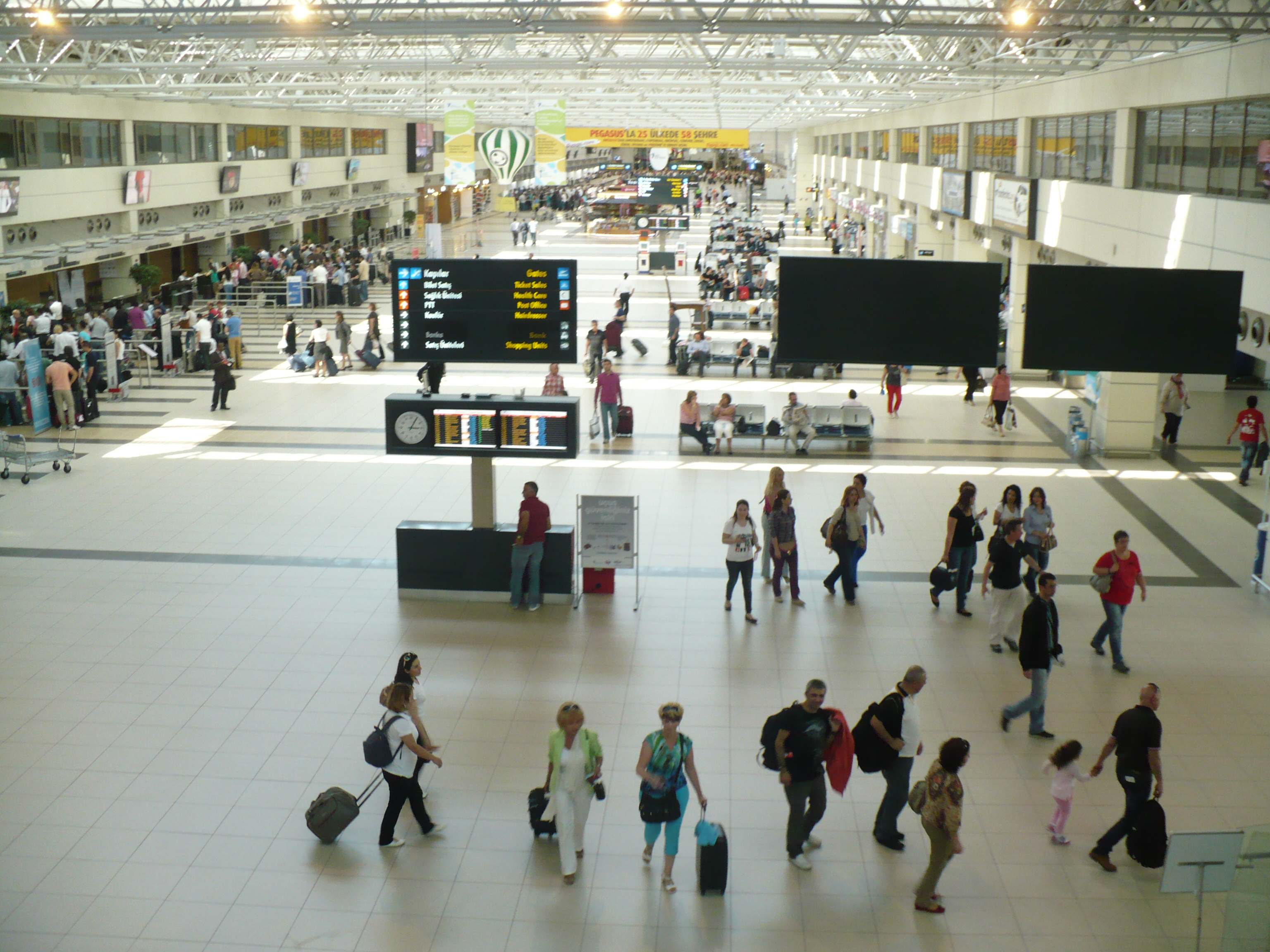
Інтер'єр аеропорту, серпень 2013 року

Міжнародний аеропорт «Анталія» (тур. Antalya Uluslararası Havalimanı, Анталія Улусларарасі Хавалімані)  (IATA: AYT, ICAO: LTAI) — міжнародний аеропорт у місті Анталія.
Розташований за 13,1 км на схід від центру міста Анталія, Туреччина. Аеропорт є основним місцем прибуття туристів на курорти, розташовані на середземноморському узбережжі країни. Аеропорт великий і сучасний, приймає майже 19 млн пасажирів щорічно, у тому числі понад 16 млн міжнародних пасажирів. Аеропорт має два міжнародних термінали (TER1, TER2) і один внутрішній (Dış Hatlar). З огляду на прогноз, на основі даних пікових місяців (наприклад, серпень 2008 року), то теоретично, максимальна пропускна спроможність аеропорту становить 35 млн осіб на рік. Будівництво аеропорту велося 2 роки, а у 1998 році він прийняв перших пасажирів.
Є хабом авіакомпаній:
- Anadolujet
- Turkish Airlines
- Corendon Airlines
- Freebird Airlines
- Pegasus Airlines
- SunExpress

## Авіакомпанії та напрямки, лютий 2020
| Авіакомпанія                   | Пункт призначення |
| ------------------------------ | --- |
| Aeroflot                       | Москва-Шереметьєво |
| Air Algerie                    | Сезонний: Алжир |
| Air Arabia                     | Сезонний: Шарджа |
| Air Astana                     | Сезонний: Алмати, Нур-Султан |
| Air Bucharest                  | Сезонні чартери: Бухарест, Клуж-Напока, Яси, Сібіу, Сучава, Тімішоара |
| airBaltic                      | Сезонний чартер: Рига |
| AnadoluJet                     | Анкара, Ерджан, Стамбул-Сабіха Гекчен Сезонний: Кувейт (з 8 червня 2020) |
| Austrian Airlines              | Сезонний: Відень |
| Aviolet                        | Сезонний чартер: Баня-Лука, Белград |
| Azerbaijan Airlines            | Баку |
| Azur Air                       | Сезонний чартер: Архангельськ, Астрахань, Барнаул, Бєлгород, Челябінськ, Іркутськ, Калінінград, Казань, Кемерово, Хабаровськ, Краснодар, Красноярськ-Ємельяново, Магнітогорськ, Москва-Внуково, Мурманськ, Нижній Новгород, Новосибірськ, Омськ, Оренбург, Ростов-на-Дону, Санкт-Петербург, Саратов, Сургут, Сиктивкар, Томськ, Ульяновськ, Владикавказ, Єкатеринбург |
| Azur Air Ukraine               | Київ–Бориспіль Сезонні чартери: Харків, Львів, Одеса, Запоріжжя |
| Belavia                        | Сезонний чартер: Гомель, Мінськ |
| Blue Air                       | Сезонні чартери: Арад, Бухарест, Клуж-Напока, Яси, Орадя, Тімішоара |
| Blue Panorama Airlines         | Сезонний чартер: Варшава-Шопен |
| British Airways                | Сезонний: Лондон-Гатвік (з 30 квітня 2020) |
| Brussels Airlines              | Сезонний: Брюссель |
| Buzz                           | Сезонний чартер: Краків (з 10 червня 2020) |
| Chair Airlines                 | Сезонний: Цюрих |
| Condor                         | Дюссельдорф, Франкфурт, Гамбург, Ганновер Сезонні: Лейпциг/Галле, Мюнхен |
| Corendon Airlines              | Амстердам, Берлін–Тегель, Брюссель, Кельн/Бонн, Дрезден, Дюссельдорф, Ерфурт/Веймар, Фрідріхсгафен, Гамбург, Ганновер, Лейпциг/Галле, Мюнхен, Мюнстер/Оснабрюк, Нюрнберг, Падерборн/Ліппштадт, Росток, Штутгарт Сезонний: Базель-Мюлуз-Фрайбург, Бремен, Бухарест, Ейндговен, Франкфурт, Гданськ (з 2 травня 2020),, Грац, Гронінген, Карлсруе/Баден-Баден, Катовиці, Лінц, Лондон-Гатвік (з 28 червня 2020),, Маастрихт-Аахен, Меммінген, Познань, Роттердам, Відень, Варшава-Шопен, Веце (з 13 червня 2020),, Вроцлав (з 14 червня 2020), Єкатеринбург, Цюрих Чартер: Ерджан Сезонний чартер: Арад (з 12 червня 2020),, Бая-Маре, (з 19 червня 2020), Брно (з 6 червня 2020), Клуж, Яси, Каунас, Лулео (з 13 квітня 2020),, Орадя, Осло-Гардермуен (з 29 червня 2020), Софія, Таллінн, Таргу-Муреш, Тімішоара, Тулуза (з 13 квітня 2020), Тронгейм (з 26 червня 2020), Умео (з 16 квітня 2020), Вільнюс |
| Danish Air Transport           | Сезонний чартер: Біллунн, Копенгаген |
| easyJet                        | Сезонні: Бристоль (з 3 травня 2020), Ліверпуль (з 2 квітня 2020),, Лондон-Гатвік, Лондон-Лутон, Манчестер |
| Edelweiss Air                  | Цюрих |
| Enter Air                      | Чартер: Гданськ, Катовиці, Познань, Варшава-Шопен, Вроцлав Сезонні чартери: Бидгощ, Краків, Лодзь, Люблін (з 10 червня 2020), Ряшів, Щецин, Варшава-Модлін |
| Eurowings                      | Сезонні: Кельн/Бонн, Гамбург, Штутгарт |
| Finnair                        | Сезонні: Гельсінкі |
| FlyBosnia                      | Сезонний чартер: Сараєво (з 25 травня 2020) |
| FlyOne                         | Сезонний чартер: Кишинів |
| Freebird Airlines              | Чартер: Ерджан Сезонні чартери: Олесунн, Естерсунд, Берген, Борнмут, Клуж, Гальмстад, Куопіо, Лондон-Станстед, Лулео, Норрчепінг, Норвіч (з 30 травня 2020), Оулу, Падеборн/Ліппштадт, Осло-Торп, Ставангер, Стокгольм-Арланда, Тампере, Тель-Авів, Тімішоара, Тромсе, Тронгейм, Тузла, Умео, Вааса, Вільнюс |
| GetJet Airlines                | Сезонний чартер: Вільнюс |
| I-Fly                          | Сезонні чартери: Казань, Москва-Внуково, Нижньовартовськ, Новосибірськ, Ст Петербург, Самара, Уфа |
| Iraqi Airways                  | Багдад |
| Jet2.com                       | Сезонні: Бірмінгем, Единбург, Глазго, Лідс-Бредфорд, Лондон-Станстед, Манчестер, Ньюкасл Сезонний:Белфаст, Східний Мідландс |
| Jet Time                       | Сезонні чартери: Ольборг, Біллунн, Копенгаген, Кальмар, Мальме, Еребру, Векше |
| Jordan Aviation                | Сезонний: Амман |
| Lauda                          | Сезонний: Відень (з 29 березня 2020) |
| LOT Polish Airlines            | Сезонний чартер: Катовиці, Варшава-Шопен |
| Lufthansa                      | Франкфурт, Мюнхен |
| Luxair                         | Люксембург |
| Nordwind Airlines              | Сезонний чартер: Архангельськ, Астрахань, Барнаул, Бєлгород, Чебоксари, Челябінськ, Іркутськ, Калінінград, Калуга (з 29 квітня 2020), Казань, Кемерово, Краснодар, Красноярськ-Ємельяново, Липецьк, Магнітогорськ, Махачкала, Мінеральні Води, Москва-Шереметьєво, Мурманськ, Нижньокамськ, Нижньовартовськ, Нижній Новгород, Новокузнецьк, Новосибірськ, Омськ, Оренбург, Перм, Ростов-на-Дону, Ст Петербург, Самара, Саратов, Сургут, Сиктивкар, Томськ, Тюмень, Уфа, Ульяновськ-Східний, Владикавказ, Владивосток, Волгоград, Воронеж, Єкатеринбург |
| Norwegian Air Shuttle          | Берген, Осло-Гардермуен, Ставангер Сезонний чартер:Лулео, Тронгейм |
| Novair                         | Сезонний чартер: Стокгольм-Арланда |
| Onur Air                       | Стамбул-Аеропорт Сезонні: Багдад, Берлін-Шенефельд, Берлін-Тегель, Бремен, Челябінськ, Кельн/Бонн, Дрезден, Дюссельдорф, Ербіль, Ерфурт/Веймар, Франкфурт, Фрідріхсгафен, Гамбург, Ганновер, Калінінград, Казань, Лейпциг/Галле, Мюнхен, Нижній Новгород, Нюрнберг, Росток, Самара, Штутгарт, Уфа, Цюрих Сезонні чартери: Бєлгород, Брно, Бидгощ, Катовиці, Лодзь, Маастрихт, Острава, Познань, Ряшів, Москва-Шереметьєво (з 21 квітня 2020),, Софія, Щецин, Таллінн, Тель-Авів, Воронеж, Вроцлав, Зелена Гура |
| Pegas Fly                      | Сезонний чартер: Астрахань, Барнаул, Калінінград, Кемерово, Краснодар, Мурманськ, Новокузнецьк, Новосибірськ, Ростов-на-Дону, Сиктивкар, Томськ, Волгоград |
| Pegasus Airlines               | Адана, Амстердам, Елязиг, Ерджан, Франкфурт (з 9 червня 2020),, Женева, Хатай, Стамбул-Сабіха Гекчен, Ізмір, Кайсері, Стокгольм–Арланда, Трабзон Сезонні: Біллунн, Кельн/Бонн, Копенгаген, Діярбакир, Доха (з 8 червня 2020),, Дюссельдорф, Ейндговен, Ганновер, Лондон-Станстед (з 8 червня 2020),, Тель-Авів, Відень Сезонний чартер: Маастрихт-Аахен, Познань (з 4 травня 2020), Таллінн, Вільнюс |
| Pobeda                         | Москва-Внуково Сезонний: Казань, Перм |
| Qatar Airways                  | Сезонний: Доха |
| Red Wings Airlines             | Сезонний чартер: Мінеральні Води |
| Rossiya Airlines               | Сезонний чартер: Ст Петербург (з 29 березня 2020) Чартер: Москва-Внуково Сезонний чартер: Казань, Краснодар, Нижній Новгород, Новосибірськ, Перм, Самара, Тюмень, Уфа, Єкатеринбург |
| Royal Air Maroc                | Сезонний: Касабланка (з 16 червня 2020) |
| Royal Flight                   | Сезонний чартер: Брянськ, Новосибірськ, Ростов-на-Дону, Ст Петербург, Уфа |
| Royal Jordanian                | Сезонний: Амман (з 23 травня 2020) |
| S7 Airlines                    | Сезонний: Москва-Домодєдово, Новосибірськ (з 1 червня 2020) |
| Severstal Air Company          | Сезонний: Череповець (з 23 травня 2020) |
| Scandinavian Airlines          | Сезонний: Осло-Гардермуен Сезонний чартер: Біллунн, Копенгаген, Гетеборг, Стокгольм-Арланда, Тромсе, Тронгейм |
| SCAT Airlines                  | Сезонний: Алмати, Нур-Султан |
| SkyUp                          | Сезонний чартер: Харків, Херсон, Київ-Бориспіль, Львів, Одеса, Запоріжжя |
| Smartavia                      | Сезонний чартер: Новосибірськ (з 23 травня 2020) |
| SmartLynx Airlines             | Сезонний чартер: Рига |
| SmartLynx Airlines Estonia     | Сезонний чартер: Таллінн |
| SmartWings                     | Сезонні: Брно, Острава, Пардубице, Прага |
| Smartwings Hungary             | Сезонні чартери: Будапешт, Дебрецен |
| Smartwings Poland              | Сезонні чартери: Катовиці, Познань, Варшава-Шопен |
| Smartwings Slovakia            | Сезонні: Братислава, Кошице |
| Sunclass Airlines              | Сезонний чартер: Берген, Біллунн, Копенгаген, Гетеборг, Мальме, Осло-Гардермуен, Ставангер, Стокгольм-Арланда, Тронгейм |
| Sundair                        | Сезонний: Кассель |
| Sunday Airlines                | Сезонний чартер: Актобе, Алмати, Караганда, Кустанай, Нур-Султан, Усть-Каменогорськ, Павлодар, Шимкент |
| SunExpress                     | Адана, Базель, Берлін-Тегель, Брюссель, Кельн/Бонн, Діярбакир, Дрезден, Дюссельдорф, Ерзрум, Франкфурт, Ґазіантеп, Гамбург, Ганновер, Стамбул-Сабіха Гекчен, Ізмір, Лейпциг/Галле, Мюнхен, Нюрнберг, Падерборн/Ліппштадт, Саарбрюккен, Самсун, Штутгарт, Трабзон, Ван, Відень, Цюрих Сезонні: Ольборг, Амстердам, Бахрейн, Біллунн, Бремен (з 5 квітня 2020),, Бухарест, Будапешт, Копенгаген, Ейндговен, Гданськ, Гетеборг, Гельсінкі (з 3 травня 2020),, Катовиці, Кайсері, Лондон-Лутон, Ліон, Марсель (з 13 квітня 2020),, Мюнстер/Оснабрюк, Осло-Гардермуен, Париж-Шарль де Голль, Познань, Прага, Стокгольм-Арланда, Варшава-Шопен Сезонний чартер: Софія |
| Swiss International Air Lines  | Сезонний: Женева (з 26 червня 2020) |
| TAROM                          | Сезонний чартер: Бая-Маре, Бухарест, Клуж-Напока, Сучава, Тімішоара |
| TUI Airways                    | Сезонні: Бірмінгем, Борнмут, Бристоль, Кардіфф, Донкастер, Східний Мідландс, Ексетер, Лондон-Гатвік, Лондон-Лутон, Лондон-Станстед, Манчестер, Ньюкасл, Норвіч ( з 30 травня 2020) |
| TUI Airlines Belgium           | Брюссель Сезонний: Брюссель-Шарлеруа, Льєж, Лілль, Остенде/Брюгге |
| TUI Airlines Netherlands       | Сезонний:Амстердам, Ейндговен, Роттердам/Гаага |
| TUIfly Nordic                  | Сезонний чартер: Гетеборг, Норрчепінг (з 17 травня 2020),, Осло-Гардермуен, Стокгольм-Арланда |
| Turkish Airlines               | Касабланка, Стамбул-Аеропорт, Стамбул-Сабіха Гекчен Сезонні: Алжир, Амман, Багдад, Бейрут, Баку, Бейрут, Берлін-Тегель, Бірмінгем (з 3 червня 2020),, Касабланка, Дюссельдорф, Франкфурт (з 4 червня 2020),, Женева (з 2 червня 2020),, Гамбург, Лондон-Гатвік, Москва-Внуково, Мюнхен, Ст Петербург , Ріяд, Стокгольм-Арланда, Штутгарт, Тель-Авів, Відень Сезонний чартер: Рига, Сараєво, Таллінн, Тбілісі, Вільнюс |
| Ukraine International Airlines | Сезонний чартер: Чернівці, Харків, Київ–Бориспіль, Львів, Одеса, Запоріжжя |
| Ural Airlines                  | Чартер: Москва-Домодєдово, Сезонний чартер: Казань, Москва-Жуковський (з 23 травня 2020), Нижньокамськ, Нижній Новгород, Перм, Санкт-Петербург, Уфа Єкатеринбург |
| Uzbekistan Airways             | Сезонний чартер: Ташкент |
| Widerøe                        | Сезонний чартер: Берген, Тронгейм |
| Windrose Airlines              | Сезонний чартер: Дніпро, Харків, Київ-Бориспіль, Львів, Одеса |
| Wings of Lebanon               | Сезонний чартер: Бейрут |
| Yamal Airlines                 | Сезонний чартер: Бєлгород, Брянськ, Челябінськ, Мінеральні Води, Москва-Домодєдово, Нижньокамськ, Нижньовартовськ, Нижній Новгород, Тюмень, Волгоград, Воронеж |

## Наземний транспорт

### Автобус
З місцевого терміналу аеропорту Анталії і з терміналу-2 щопівгодини відходять автобуси, які проходять через центр міста і кінцева зупинка яких автовокзал, ціна проїзду на одну людину (на 2014 рік) 3 $. Час у дорозі від аеропорту до автовокзалу становить близько півтори години. Щоб виїхати в Кемер, Каш або Аланью потрібно на автовокзалі пересісти на потрібний автобус.

### Таксі
Поруч з виходом з будівлі аеропорту знаходиться стоянка жовтих таксі. Їхніми послугами можна скористатися цілодобово. Ціни на найпопулярніші напрямки (на 2014 рік):
- Лара - Кунду - Центр міста: 60 $ за машину на 3-х чоловік.
- Белек: 90 $ за машину на 3-х чоловік.
- Сіде: 120 $ за машину на 3-х чоловік.
- Аланія: 200 $ за машину на 3-х чоловік.
- Кемер: 140 $ за машину на 3-х чоловік.
- Текірова: 170 $ за машину на 3-х чоловік.